# ハリストン
ハリストン（Harriston）は、カナダ中東部オンタリオ州ウェリントン郡の町ミント（Minto）にある、集落のひとつ。1999年、ハリストンは、近隣のパーマーストン（Palmerston）、クリフォード（Clifford）と合併し、新たに成立したミントンの一部となった。ハリストン集落には、公立学校（K-8：幼稚園から第8学年まで）のほか、商店やレストランなどもあり、人口はおよそ2,000人である。
ハリストンは全域が郵便コード「N0G 1Z0」に属している。

## 歴史

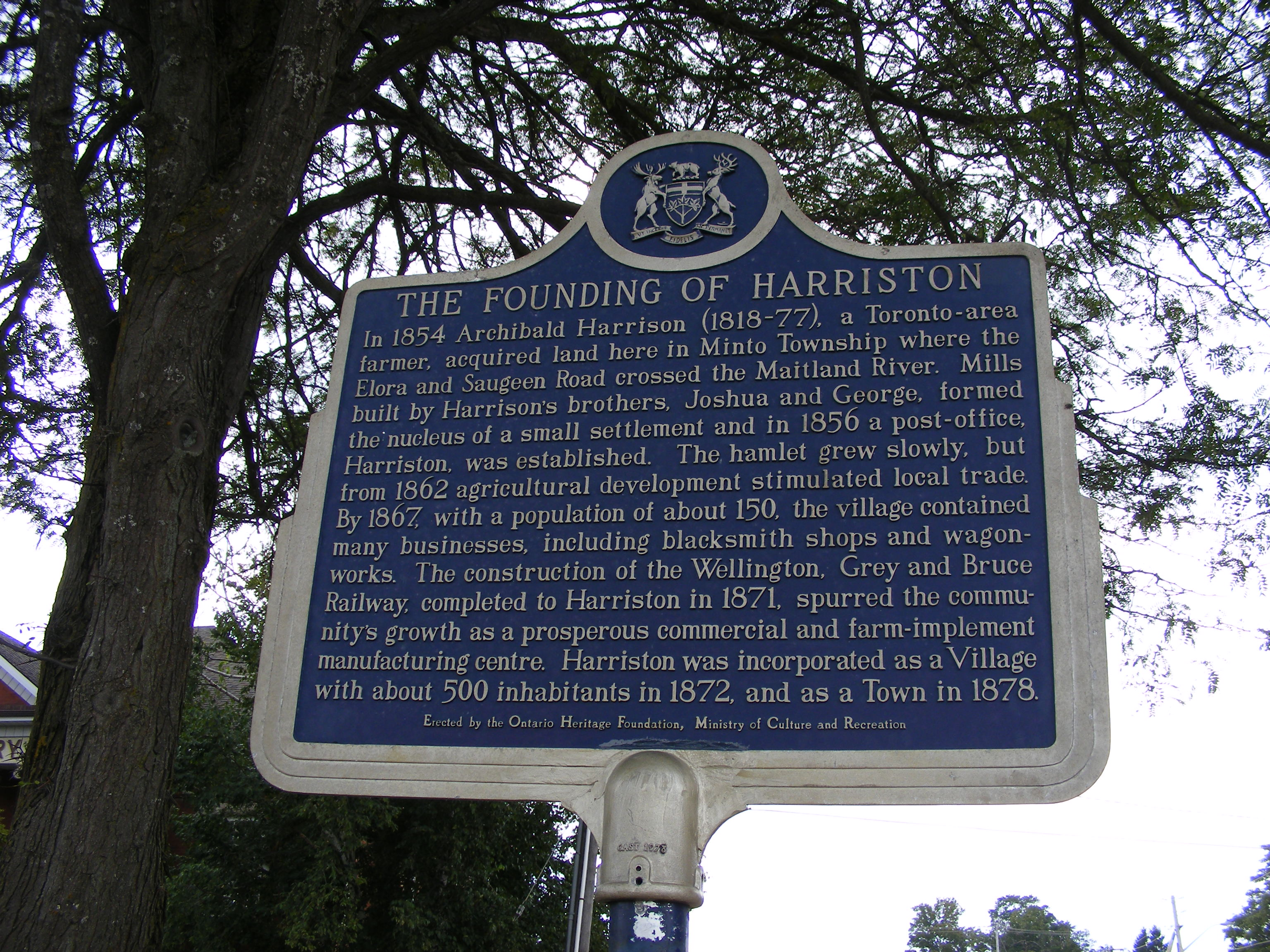
ハリストンの歴史を記したプラーク。

1854年にアーチボルト・ハリストン（Archibald Harriston, 1818年 - 1877年）という人物がこの一帯の土地を入手し、その兄弟たちが設立した工場を核に集落が形成され、1856年には郵便局が開局した。1871年には、鉄道が到達し、1972年には、人口およそ500人の村として自治体となった。1878年には、村から町に昇格した。